# Kylee

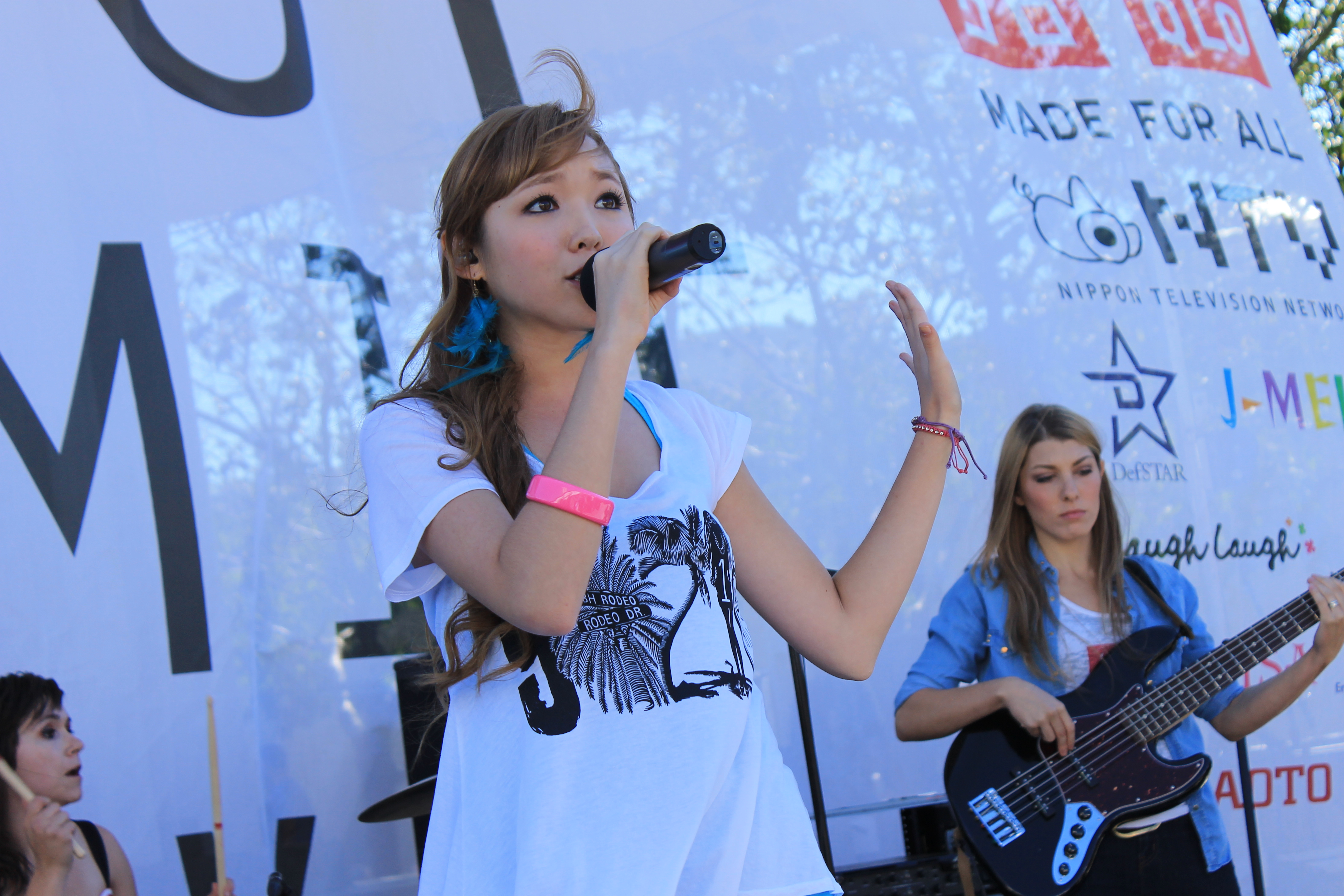

Kylee Saunders (* 25. Mai 1994 in Chandler, Arizona, USA) ist eine japanisch-US-amerikanische Sängerin. Ihre Musik veröffentlicht sie unter dem Namen „Kylee“.

## Leben
Als Tochter eines US-Amerikaners und einer Japanerin interessierte sich Kylee durch den Einfluss ihres Vaters schon früh für Musik und Singen und träumte davon, einmal Sängerin zu werden. Nachdem sie im Alter von elf Jahren bei einem Vorsingen gewonnen hatte, durfte sie bei einem NBA-Spiel die amerikanische Nationalhymne singen und bekam dafür Standing Ovations. Dadurch zog sie viel Aufmerksamkeit auf sich und unterschrieb bei dem Plattenlabel DefSTAR Records.
2008 debütierte sie mit dem Lied „Vacancy“ bei DefSTAR Records. Der Song wird auch während des Abspanns zu Sonys Animeserie Bōnen no Xam’d gespielt. Die Single „Vacancy“ wurde digital über iTunes und Amazon vertrieben. Eine Maxi-Single von „Vacancy“ erschien in Japan mit den Liedern „Justice“ und „Plan B“ am 3. Dezember 2008.

## Diskografie

### Singles
1. Vacancy (Im iTunes Store am 17. Oktober 2008 veröffentlicht)[2]
2. VACANCY (veröffentlicht am 3. Dezember 2008)
  1. VACANCY
  2. Justice
  3. Plan B

### Mini-Alben
1. Love Kicks.../Kylee (veröffentlicht am 4. März 2009)
  1. S.A.U.
  2. You Get Me
  3. THAT ONE
  4. Not For You
  5. Empty Handed
  6. Wherever You Are Tonight
2. Kylee meets Bōnen no Xam’d (Kylee meets 亡念のザムド, Kylee meets Bōnen no Zamudo) (veröffentlicht am 29. Juli 2009)
  1. VACANCY
  2. Just Breathe
  3. Over U
  4. VACANCY (TV Edition)
  5. Just Breathe (TV Edition)
  6. Over U (TV Edition)